# Перцов, Виктор Осипович
Ви́ктор О́сипович Перцо́в (19 июня [1 июля] 1898, Харьков — 9 февраля 1980) — советский литературовед и литературный критик, лауреат Государственной премии СССР (1973).

## Биография
Родился 19 июня (1 июля) 1898 года в Харькове в семье инженера. После окончания в 1915 году реального училища поступил на юридический факультет (затем перевёлся на историко-филологический факультет) Харьковского университета. Наставник — Александр Иванович Белецкий.
После Февральской революции призван на военную службу и направлен в Царицынский студенческий батальон, в котором служил до Октябрьской революции. Я. И. Рецкер вспоминал о события 1917 года: «Незадолго до 20 августа, чуть ли не в день выступления в лагеря (мне помнится, что все происходило на плацу училища) генерал Карачан построил все три батареи и сказал, что желающие пойти в поход на защиту Временного правительства навстречу Дикой дивизии, наступающей на Петроград для установления военной диктатуры под командованием генерала Красного, должны выйти из строя вперед. Всё третье отделение моей 1-й батареи вышло вперед, за исключением Виктора Перцова, который заявил, что он как большевик защищать Временное правительство не намерен. Из рядов раздалось „трус!“, но он не поехал». В 1918 году под руководством познакомившегося с ним накануне Алексея Капитоновича Гастева стал сотрудником Отдела искусств Наркомпроса УССР, переведённого спустя год в Киев.
В 1920—1927 годах по приглашению Гастева работал в Центральном институте труда. В 1922 году окончил факультет общественных наук МГУ. Первую публикацию — «Вымышленная фигура», посвящённую Борису Пастернаку, напечатал в 1924 году журнал «На посту».
Участник группы ЛЕФ (1927—1929). Печатался в журнале «Новый ЛЕФ» (1927—1928), участвовал в сборнике «Литература факта» (1929). В 1927—1932 годах работал на фабрике Совкино.
Писал статьи и книги о советской литературе. Один из авторов книги «Беломорско-Балтийский канал имени Сталина» (1934). Исследователь биографии и творчества Владимира Маяковского. Кандидат филологических наук (1940). В послевоенный период — «главный маяковед» СССР. Автор «официальной» биографии В. В. Маяковского в трёх томах (Государственная премия СССР, 1973) и многих других книг и статей о нём. Редактор сочинений Маяковского.
Участник общемосковского собрания писателей 31 октября 1958 года, осудившего публикацию романа «Доктор Живаго» за рубежом. В своём выступлении Перцов дал такую оценку творчеству Пастернака — поэзия, которую можно было бы характеризовать, как «восемьдесят тысяч верст вокруг собственного пупа». Кроме того, критик заявил, что Пастернак не должен попасть в следующую перепись населения СССР.
Сын Николай (род. 1944) — лингвист.
Похоронен на Кунцевском кладбище.

## Основные работы
- Новое в современной русской поэзии. Письмо из Москвы. — Рига. Тип. Апт и Гуревич, 1921
- Материалы к вопросу о профессиональном подборе в искусстве / Сост. В. Перцов. — М., 1921. — 11 с.
- Литература завтрашнего дня (1929)
- Этюды о советской литературе (1937)
- Подвиг и герой. Этюды о советской литературе (1946)
- Маяковский. Жизнь и творчество (в трёх томах, 3-е изд. 1957—1972)
- Писатель и новая действительность (1958; 2-е изд. в 1961)
- Поэты и прозаики великих лет (1969)